# Tiniocellus praetermissus
Tiniocellus praetermissus là một loài bọ cánh cứng trong họ Bọ hung (Scarabaeidae).